# Little Henny
Little Henny – osada w Anglii, w Esseksie, w dystrykcie Braintree. W 2001 roku civil parish liczyła 48 mieszkańców.